# Chleb sodowy

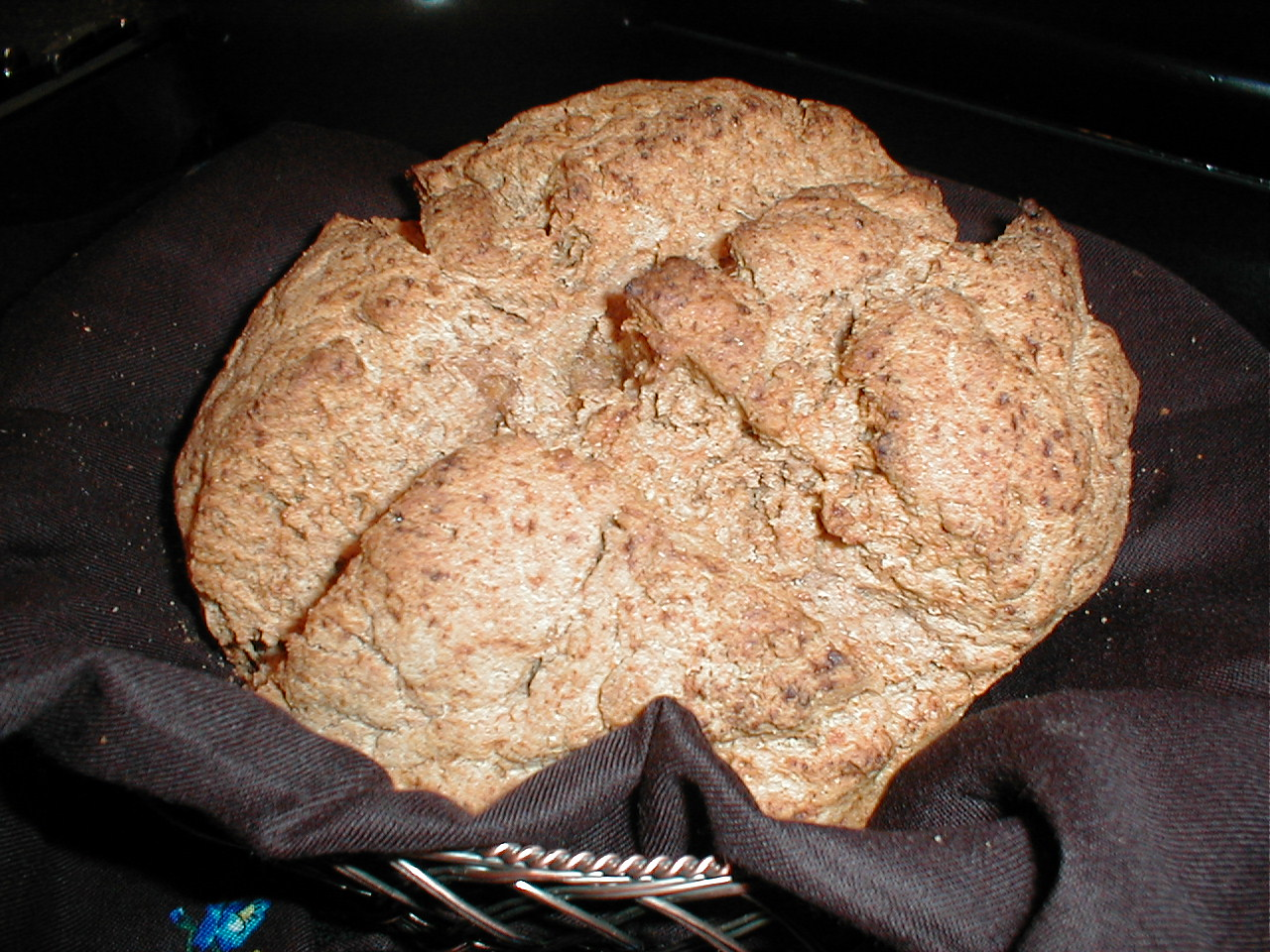
Pełnoziarnisty pszeniczny irlandzki chleb sodowy

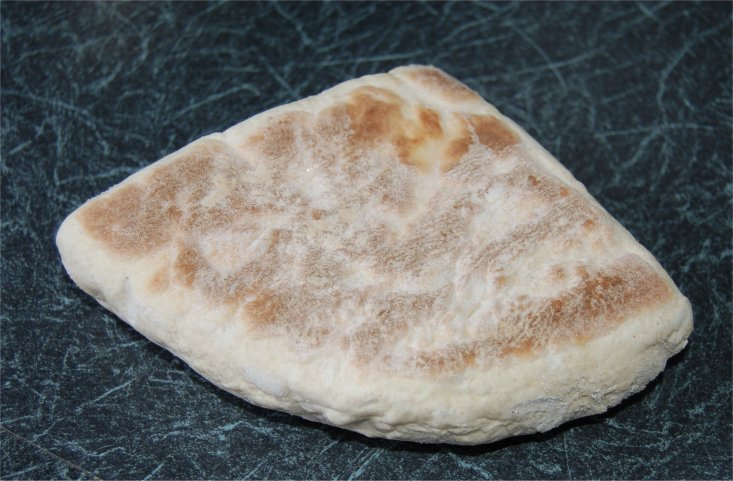
Farl – podpłomyk sodowy

Chleb sodowy – charakterystyczne dla kuchni irlandzkiej, choć popularne także w innych krajach pieczywo, wypiekane z mąki z dodatkiem sody i maślanki. W Polsce bardzo podobne placki to proziaki.  
W Irlandii mąka jest zwykle wytwarzana z pszenicy, która ma niższy poziom glutenu niż klasyczna mąka. W niektórych recepturach zamiast maślanki dodaje się żywy jogurt lub nawet stout, zalecane jest też zminimalizowanie ugniatania przed pieczeniem.
Na terenie Irlandii popularne są różne wersje tego chleba; pieczywo może być wykonane z razowej lub białej mąki. W Ulsterze chleb sodowy ogranicza się do postaci białego, aromatycznego pieczywa, zaś w południowej części Irlandii chleb zwykle znany jest jako „brązowy chleb sodowy” (brown soda).